# آرامگاه ساریه
آرامگاه ساریه مربوط به دوره قاجار است و در شهرستان کمیجان، بخش مرکزی، دهستان خنجین، روستای روشنایی واقع شده و این اثر در تاریخ ۲ مرداد ۱۳۸۷ با شمارهٔ ثبت ۲۳۱۲۰ به‌عنوان یکی از آثار ملی ایران به ثبت رسیده‌است.